# チャイナ・ハンズ
チャイナ・ハンズまたはチャイナ・ハンド (China Hands) とは、第二次世界大戦前後にアメリカ合衆国国務省で東アジア外交を担当した中国通の外交官の総称。外交官のほか、軍人、ジャーナリストや学者も含められる場合がある。

## 歴史

### 第二次世界大戦
元来の意味のチャイナ・ハンズは19世紀に清朝中国の条約港で貿易に従事した商人を指す通称であった。1937年に日中戦争が勃発すると、将来予期されるアメリカの対日戦争において中華民国（中国）が大きな役割を果たすことが期待され、対中関係が重視された。
実際に中国大陸からの日本軍撤兵問題などが原因でアメリカが対日戦争に突入したのち、アメリカ陸軍のジョセフ・スティルウェル将軍は当時に勃興していた中国共産党（中共）との連絡役を置くことを决め、1944年7月にディキシー使節団を派遣した。延安に派遣されたデイヴィッド・バレット大佐と国務省のジョン・スチュアート・サーヴィスは毛沢東や周恩来と長時間会談する機会を持ち、彼らがアメリカとの連携と援助を欲していることを知った。また、報告書では腐敗しきっていた中国国民党と比較して中共の士気と能力は高いと報告された。雑誌『タイム』の特派員セオドア・ホワイトも同様に延安を訪れ、共産党を好意的に紹介する記事を執筆した。彼らの意見では、日本との戦争が終結したあと最終的には中共が中国を支配することになる可能性が高く、アメリカは中共と関係を確立するべきだとしていた。また、中国のナショナリズムの観点から、中国共産党がソビエト連邦と連携するとの懸念は杞憂であると考えていた。
1944年11月に駐中華民国アメリカ合衆国大使に任命されたパトリック・ジェイ・ハーリーは反共主義者かつ蔣介石支持者であり、国共合作を推進していた。ハーリーは、中国共産党を高く評価して支援を主張する大使館勤務の外交官ジョン・スチュアート・サーヴィスやジョン・パットン・デイヴィス、ワシントン勤務のジョン・カーター・ヴィンセントなどを「国務省内の反アメリカ分子」と批判していた。
チャイナ・ハンズの親中共的な視点は、ハーバード大学教授ジョン・キング・フェアバンクが1948年に執筆した著書『アメリカと中国』 (The United States and China) やセオドア・ホワイトとアナリー・ジャコビーの共著でベストセラーになった『中国からの雷鳴』 (Thunder Out Of China) に現れている。

### 国共内戦と中共シンパ
1945年8月に日本が降伏すると国共内戦が再発した。アメリカは中国国民党への支援を続けていたものの、その規模は以前に比べると小さくおざなりなものであり、情勢はソ連から支援を受けていた中国共産党有利に傾いた。
1945年11月に中国大使を辞任したハーリーは、議会にて「チャイナ・ハンズが大使の職を妨害し共産主義者に同情的であった」と証言した。スティルウェルの後任であったアルバート・ウェデマイヤー将軍も、国務省が対策を怠ったと述べた。
1949年に中共が内戦での勝利を宣言し、同年10月1日に中華人民共和国を建国すると、冷戦が深刻化する中で「元々親アメリカであった中国」がなぜ共産主義国となったのかという批判が、保守派政治家やジャーナリストの中で唱えられるようになった。戦時中に中国に勤務していた退役大尉のジャーナリストジョセフ・オルソップは、1950年に『サタデイ・イーヴニング・ポスト』紙でチャイナ・ハンズを激しく批判する「何故我々は中国を失ったのか？」と題された連載記事を執筆した。
そして、1950年2月9日に上院議員ジョセフ・マッカーシーはアメリカ共産党員の外交官がスパイとして政策を歪めたとする演説を行い、これはその後も数年間続く「赤狩り」の始まりとなった。同年6月25日に勃発した朝鮮戦争と中国人民志願軍（抗美援朝義勇軍）の参戦も追い風となった。
ジョン・スチュアート・サーヴィス、ジョン・カーター・ヴィンセント、ジョン・パットン・デイヴィスの3人は国家に対する忠誠に問題があるとして、ジョン・フォスター・ダレス国務長官によって免職された。チャイナ・ハンズの失脚により、インドシナ政策についてもアメリカは正確な情勢判断ができず、ベトナム戦争に突入することになった。

## 人物

### 外交官
- ジョン・スチュアート・サーヴィス
- ジョン・パットン・デイヴィス
- ジョン・カーター・ヴィンセント
- オリヴァー・エドマンド・クラブ

### 学者
- ジョン・キング・フェアバンク
- オーウェン・ラティモア

### ジャーナリスト
- セオドア・ホワイト
- エドガー・スノー